# Berberentulus huisunensis
Berberentulus huisunensis är en urinsektsart som beskrevs av Chao och Chen 1999. Berberentulus huisunensis ingår i släktet Berberentulus och familjen lönntrevfotingar. Inga underarter finns listade.